# Camptopoeum sacrum
Camptopoeum sacrum är en biart som beskrevs av Johann Dietrich Alfken 1935. Camptopoeum sacrum ingår i släktet Camptopoeum och familjen grävbin. Inga underarter finns listade.